# UAE Team Emirates/Saison 2017
Diese Liste beschreibt die Mannschaft und die Erfolge des Radsportteams UAE Team Emirates in der Saison 2017.

## Erfolge in der UCI WorldTour
In den Rennen der UCI WorldTour Saison 2017 der UCI WorldTour gelangen die nachstehenden Erfolge.
| Datum           | Rennen                          | Sieger        |
| --------------- | ------------------------------- | ------------- |
| 25. Februar     | 3. Etappe Abu Dhabi Tour        | Rui Costa     |
| 23.–26. Februar | Gesamtwertung Abu Dhabi Tour    | Rui Costa     |
| 9. Mai          | 4. Etappe Giro d’Italia         | Jan Polanc    |
| 30. Juli        | 2. Etappe Polen-Rundfahrt       | Sacha Modolo  |
| 25. August      | 7. Etappe Vuelta a España       | Matej Mohorič |
| 10. September   | Grand Prix Cycliste de Montréal | Diego Ulissi  |
| 13. Oktober     | 4. Etappe Türkei-Rundfahrt      | Diego Ulissi  |
| 10.–15. Oktober | Gesamtwertung Türkei-Rundfahrt  | Diego Ulissi  |

## Erfolge in der UCI America Tour
In den Rennen der UCI America Tour Saison 2017 der UCI America Tour gelangen die nachstehenden Erfolge.
| Datum      | Rennen                                 | Kat. | Sieger    |
| ---------- | -------------------------------------- | ---- | --------- |
| 27. Januar | 5. Etappe Vuelta Provincia de San Juan | 2.1  | Rui Costa |

## Erfolge in der UCI Asia Tour
In den Rennen der UCI Asia Tour Saison 2017 der UCI Asia Tour gelangen die nachstehenden Erfolge.
| Datum      | Rennen             | Kat. | Sieger        |
| ---------- | ------------------ | ---- | ------------- |
| 8. Oktober | Hongkong Challenge | 1.1  | Matej Mohorič |

## Erfolge in der UCI Europe Tour
In den Rennen der UCI Europe Tour Saison 2017 der UCI Europe Tour gelangen die nachstehenden Erfolge.
| Datum      | Rennen                           | Kat. | Sieger            |
| ---------- | -------------------------------- | ---- | ----------------- |
| 5. Februar | Gran Premio Costa degli Etruschi | 1.1  | Diego Ulissi      |
| 18. April  | 1. Etappe Kroatien-Rundfahrt     | 2.1  | Sacha Modolo      |
| 19. April  | 2. Etappe Kroatien-Rundfahrt     | 2.1  | Kristijan Durasek |
| 23. April  | 6. Etappe Kroatien-Rundfahrt     | 2.1  | Sacha Modolo      |
| 8. Juni    | GP Kanton Aargau                 | 1.HC | Sacha Modolo      |

## Erfolge bei den Nationalen Straßen-Radsportmeisterschaften
In den Rennen zu den Nationalen Straßen-Radsportmeisterschaften 2017 gelangen die nachstehenden Erfolge.
| Datum    | Rennen                                       | Sieger       |
| -------- | -------------------------------------------- | ------------ |
| 1. April | Meisterschaft von VAE – Einzelzeitfahren     | Yousif Mirza |
| 9. April | Meisterschaft von VAE – Straßenrennen        | Yousif Mirza |
| 9. Juni  | Slowenische Meisterschaft – Einzelzeitfahren | Jan Polanc   |

## Zugänge – Abgänge
| Zugänge              | Team 2016           | Abgänge         | Team 2017          |
| -------------------- | ------------------- | --------------- | ------------------ |
| Darwin Atapuma       | BMC Racing Team     | Yukiya Arashiro | Bahrain-Merida     |
| Simone Consonni      | Colpack             | Mattia Cattaneo | Androni Giocattoli |
| Filippo Ganna        | Colpack             | Davide Cimolai  | FDJ                |
| Andrea Guardini      | Astana Pro Team     | Mário Costa     | Karriereende       |
| Vegard Stake Laengen | IAM Cycling         | Chun Kai Feng   | Bahrain-Merida     |
| Marco Marcato        | Wanty-Groupe Gobert | Xu Gang         |                    |
| Yousif Mirza         | Al Nasr Dubaï       | Tsgabu Grmay    | Bahrain-Merida     |
| Edward Ravasi        | Colpack             | Ilia Koshevoy   | Wilier Triestina   |
| Ben Swift            | Team Sky            | Luka Pibernik   | Bahrain-Merida     |
| Oliviero Troia       | Colpack             |                 |                    |

## Mannschaft
| Teamkader 2017                                       | Teamkader 2017     | Teamkader 2017               | Teamkader 2017                      |
| Name                                                 | Geburtsdatum       | Land                         | Vorheriges Team                     |
| ---------------------------------------------------- | ------------------ | ---------------------------- | ----------------------------------- |
| Darwin Atapuma                                       | 15. Januar 1988    | Kolumbien                    | BMC Racing Team (2016)              |
| Matteo Bono                                          | 11. November 1983  | Italien                      |                                     |
| Simone Consonni                                      | 12. September 1994 | Italien                      | Colpack (2016)                      |
| Valerio Conti                                        | 30. März 1993      | Italien                      |                                     |
| Rui Costa                                            | 5. Oktober 1986    | Portugal                     | Movistar Team (2013)                |
| Kristijan Đurasek                                    | 26. Juli 1987      | Kroatien                     | Adria Mobil (2012)                  |
| Roberto Ferrari                                      | 9. März 1983       | Italien                      | Androni Giocattoli-Venezuela (2012) |
| Filippo Ganna                                        | 25. Juli 1996      | Italien                      | Colpack (2016)                      |
| Andrea Guardini                                      | 12. Juni 1989      | Italien                      | Astana (2016)                       |
| Marko Kump                                           | 9. September 1988  | Slowenien                    | Adria Mobil (2015)                  |
| Vegard Stake Laengen                                 | 7. Februar 1989    | Norwegen                     | IAM Cycling (2016)                  |
| Marco Marcato                                        | 11. Februar 1984   | Italien                      | Wanty-Groupe Gobert (2016)          |
| Louis Meintjes                                       | 21. Februar 1992   | Südarfika                    | MTN-Qhubeka (2015)                  |
| Yousef Mirza Bani Hammad                             | 8. Oktober 1988    | Vereinigte Arabische Emirate | Al Nasr-Dubai (2016)                |
| Sacha Modolo                                         | 19. Juni 1987      | Italien                      | Bardiani Valvole-CSF Inox (2013)    |
| Matej Mohorič                                        | 19. Oktober 1994   | Slowenien                    | Cannondale-Garmin (2015)            |
| Manuele Mori                                         | 8. September 1980  | Italien                      | Scott-American Beef (2008)          |
| Przemysław Niemiec                                   | 11. April 1980     | Polen                        | Miche (2010)                        |
| Simone Petilli                                       | 4. Mai 1993        | Italien                      | Unieuro Wilier (2015)               |
| Jan Polanc                                           | 6. Mai 1992        | Slowenien                    | Radenska (2013)                     |
| Edward Ravasi                                        | 5. Juni 1994       | Italien                      | Colpack (2016)                      |
| Ben Swift                                            | 5. November 1987   | Vereinigtes Königreich       | Team Sky (2016)                     |
| Oliviero Troia                                       | 1. September 1994  | Italien                      | Colpack (2016)                      |
| Diego Ulissi                                         | 15. Juli 1989      | Italien                      |                                     |
| Federico Zurlo                                       | 25. Februar 1994   | Italien                      | UnitedHealthcare (2015)             |
| Anass Aït El Abdia                                   | 21. März 1993      | Marokko                      | World Cycling Centre (2016)         |
| Seid Lizde (1. Aug.–31. Dez., Stagiaire)             | 8. Juli 1995       | Italien                      | Colpack (2017)                      |
| Aljaksandr Rabuschenka (1. Aug.–31. Dez., Stagiaire) | 12. Oktober 1995   | Belarus                      |                                     |
| Francesco Romano (1. Aug.–31. Dez., Stagiaire)       | 9. Juli 1997       | Italien                      | UAE Team Emirates (2017)            |
|                                                      |                    |                              |                                     |
| Quellen: ProCyclingStats Cycling Quotient            |                    |                              |                                     |